# 수정주의자
수정주의자는 어반가르드의 첫 싱글 앨범이다. 자체 제작, 자체 유통으로 판매되었다.

## 앨범 소개
"손목의 상처를 수정하라! 무수정의 연애를 위해서..."

꿈꾸는 샹송 인형 하마사키 요코를 여자 보컬로 맞이한 "수정" 제1탄 맥시 싱글은

자기 비판을 위한 셀프 도큐멘트?

## 수록곡
1. 세일러 복을 벗지 말아줘 (セーラー服を脱がないで)
2. 수정주의자 (修正主義者)
3. 소녀의 모든 것 (少女のすべて)

## 수록 앨범
- 소녀는 두번 죽는다 [[소녀는 두번 죽는다|(少女は二度死ぬ)]] (#1) - #1은 앨범 버전으로 수록되었다.